# روخر مارتینس
روخر بیکر مارتینس توبینسن (اسپانیایی: Roger Beyker Martínez Tobbinson‎؛ زادهٔ ۲۳ ژوئن ۱۹۹۴) بازیکن فوتبال اهل کلمبیا است.

## باشگاهی
از باشگاه‌هایی که در آن بازی کرده‌است می‌توان به راسینگ کلوب، جیانگسو سونینگ، ویارئال و آمریکا اشاره کرد.

## تیم ملی
وی همچنین در تیم ملی فوتبال کلمبیا بازی کرده‌است.